# Зборовский, Мартин
Мартин Зборо́вский (пол. Marcin Zborowski, 1492—1565) — польский государственный и военный деятель, подчаший королевский (1527), староста малогощский (1537), каштелян калишский (1543), воевода калишский (1550—1557), воевода познанский (1557—1561), краковский каштелян (1562—1565), староста одолянувский, стопницкий и тлумацкий, сын каштеляна жарнувского Анджея Зборовского (ум. 1507/1527) и Эльжбеты Шидловецкой.

## Биография
Мартин Зборовский участвовал в русско-литовской войне (1512—1522), где принял участие битвах под Оршей (1514) и Опочкой (1517), но более известен своей погоней в 1554 году за князем Дмитрием Сангушкой, похитившим княжну Гальшку Острожскую и желавшим увезти её в Чехию. Мартин Зборовский схватил Дмитрия Сангушко под Прагой в Чехии и приказал его убить, вернул домой княгиню Гальшку Острожскую, но ему не удалось выдать её за одного из своих восьми сыновей. Из его сыновей некоторые приняли кальвинизм. Из них четверо (Ян, Анджей, Самуил, Христофор) были видные деятели времён Стефана Батория.
Мартин Зборовский был одним из руководителей движения польской шляхты за уравнивание своих феодальных прав и привилегий с крупными магнатами. В июле 1537 года стал одним из организаторов рокоша (мятежа) шляхты против королевской власти под Львовом. В 1540 году староста малогощский Мартин Зборовский был заподозрен в организации заговора против польского короля Сигизмунда Старого. В 1550 году Мартин Зборовский был назначен воеводой калишским, а в 1557 году стал воеводой познанским. В 1562 году получил должность каштеляна краковского, которую занимал до своей смерти.

## Семья
В 1525 году женился на Анне Конарской (ок. 1499—1575), дочери Станислава Конарского и Софьи Лянцкоронской. Дети:
- Мартин Зборовский (ум. 1559), каштелян krzywicki (1548)
- Петр Зборовский (ум. 1581), воевода сандомирский (1568—1574) и краковский (1574—1581)
- Ян Зборовский (1538—1603), дворянин и ротмистр королевский, каштелян гнезненский (1576), польный (надворный) гетман коронный (1572)
- Анджей Зборовский (1525—1598), коронный мечник (1570), надворный маршалок коронный (1574—1589)
- Николай Зборовский (ум. ок. 1585), ротмистр королевский и староста шидловецкий
- Самуил Зборовский (ум. 1584) — ротмистр королевский, гетман Войска Запорожского (1581—1584)
- Христофор (Криштоф, Кшиштоф) Зборовский (ум. 1593), великий подчаший коронный (1574—1576)
- Софья Зборовская (ум. после 1563), жена каштеляна сантоцкого Войтеха Львовского из Остророга (1515-1559) и прародительница в 7 колене королевы Франции и жены Людовика XV Бурбона Марии Лещинской. Дети: Кшиштоф (ум. 1584), Мартин (ум. 1590), Петр (ум. 1584), Барбара (1560 - 1604) - жена каштеляна рогозинского Яна Опалинского (13.07.1546 - 1598).
- Анна Зборовская — 1-й муж барон Иоганн Курзбах (1475-18.05.1549), 2-й муж Ян Гостинский. От первого брака сын  Зигмунд IV фон Курзбах (1547 - 31.12.1579), таким образом, Анна Зборовская является прародительницей в 15 колене королевы Великобритании Елизаветы II
- Катарина Зборовская (ум. 1587), жена каштеляна сандомирского Иеронима Оссолинского (ум. 1576)
- Барбара Зборовская — жена Станислава Стадницкого
- Эльжбета (Гальша) Зборовская (ум. 1601), 1-й муж с 1559 г. Ян Амор Тарновский (ум. 1571/1574), 2-й муж Ян Дидуш
- Кристина Зборовская (ум. 1588), жена каштеляна виленского Яна Иеронима Ходкевича (1537—1579)